# Virgin Galactic Unity 22
Virgin Galactic Unity 22 là một chuyến bay cận quỹ đạo của phi thuyền kiểu SpaceShipTwo VSS Unity được phóng vào ngày 11 tháng 7 năm 2021. Phi hành đoàn bao gồm các phi công David Mackay và Michael Masucci và các hành khách Sirisha Bandla, Colin Bennett, Beth Moses và Richard Branson.

## Thông tin
Vào ngày 7 tháng 6 năm 2021, Jeff Bezos thông báo rằng ông dự định tham gia vào chuyến bay có phi hành đoàn đầu tiên của công ty Blue Origin của mình, đồng nghĩa với việc ông sẽ có mặt trên chuyến bay có phi hành đoàn đầu tiên vào vũ trụ của một doanh nghiệp tư nhân được tài trợ hoàn toàn bằng tiền tư nhân. Những ngày sau đó, tin đồn bắt đầu lan truyền rằng Richard Branson đang hoàn tất các thủ tục giấy tờ để thực hiện một chuyến bay cận quỹ đạo tương tự như một phần của doanh nghiệp tư nhân của riêng mình để đánh bại Bezos để giành được thành tích trên. Đã có cuộc tranh luận rằng liệu Virgin Galactic vì không thể vượt qua đường Kármán, trên thực tế có đủ điều kiện trở thành chuyến bay tư nhân thương mại đầu tiên vào vũ trụ hay không. Trong khi đó, Hoa Kỳ và NASA xác định ranh giới không gian ở độ cao 80 km (50 dặm) cách Trái Đất (độ cao nhắm chừng tối thiểu mà tại đó một vệ tinh trên một quỹ đạo Trái Đất hình elíp có thể đạt và duy trì tốc độ của nó).
Bỏ qua sự cạnh tranh đang diễn ra (cái được mệnh danh là "cuộc đua không gian của các tỷ phú"), ngay trước chuyến bay, Bezos đã gửi lời chúc tốt đẹp đến Branson. Nhà sáng lập SpaceX và giám đốc điều hành Elon Musk đã đích thân gặp Branson ngay trước chuyến bay.

## Phi hành đoàn
| Vị trí     | Phi hành gia                        |
| ---------- | ----------------------------------- |
| Phi công   | David Mackay Chuyến bay thứ ba      |
| Phi công   | Michael Masucci Chuyến bay thứ hai  |
| Hành khách | Sirisha Bandla Chuyến bay đầu tiên  |
| Hành khách | Colin Bennett Chuyến bay đầu tiên   |
| Hành khách | Beth Moses Chuyến bay thứ hai       |
| Hành khách | Richard Branson Chuyến bay đầu tiên |

## Chuyến bay
Vào ngày 11 tháng 7 năm 2021, tàu mẹ của Unity là VMS Eve mang theo VSS Unity theo cấu hình bay parasite được thả ra.2 phút 38 giây say, Unity đạt viễn điểm ở độ cao 282.773 ft (86.189 m) (dưới ranh giới không gian của FAI là đường Kármán ở độ cao 100 km (62 mi), nhưng trên ranh giới không gian của Hoa Kỳ ở độ cao 80 km (50 mi) và ngay trên đỉnh quyển giữa ở độ cao 86.182 km (53.551 mi).